# Koper(II)carbonaat
Koper(II)carbonaat (CuCO3) is een zout van tweewaardig koper en koolzuur. Het gedraagt zich in water als een zwakke base.
Koper(II)carbonaat wordt onder meer gebruikt als pigment in verf en cosmetica (hoewel de stof giftig voor mensen kan zijn). De kleur varieert van felblauw tot groen. Koper(II)carbonaat komt in de natuur voor als de mineralen malachiet en azuriet.
Synthetisch koper(II)carbonaat wordt bereid door middel van een neerslagreactie van een koperzout en een oplosbaar carbonaat zoals natriumcarbonaat (soda). Koper(II)carbonaat gaat gemakkelijk een zuur-basereactie aan en vormt daarbij CO2 en vrije Cu2+ ionen en vormt dan een zout samen met het zuurrest-ion.